# XXx
xXx (utläst Triple-X) är en amerikansk actionfilm från 2002 i regi av Rob Cohen. Den fick två uppföljare; xXx 2 - The Next Level hade premiär 2005 och xXx: Return of Xander Cage som hade premiär i början av 2017.

## Handling
xXx handlar om Xander Cage (Vin Diesel), som skickas in av den amerikanska underrättelsetjänsten för att ta reda på information om en östeuropeisk organisation kallad Anarki 99, som håller på att utveckla ett biokemiskt vapen kallat "Ahab", även känt som "Tyst Natt".

## Rollista
| Vin Diesel           | – Xander Cage                    |
| Asia Argento         | – Yelena                         |
| Marton Csokas        | – Yorgi                          |
| Samuel L. Jackson    | – Augustus Eugene Gibbons, agent |
| Michael Roof         | – Toby Lee Shavers, agent        |
| Richy Müller         | – Milan Sova                     |
| Werner Daehn         | – Kirill                         |
| Petr Jákl            | – Kolya                          |
| Jan Pavel Filipensky | – Viktor                         |
| Tom Everett          | – senator Dick Hotchkiss         |
| Danny Trejo          | – El Jefe                        |
| Thomas Ian Griffith  | – Jim McGrath, agent             |
| Eve                  | – J.J.                           |
| Leila Arcieri        | – Jordan King                    |
| William Hope         | – Roger Donnan, agent            |
| Till Lindemann       | – sig själv                      |